# Монреальський університет
Монреа́льський університе́т (фр. Université de Montréal — Універсіте́ де Монреа́ль — UdeM) — вищий навчальний заклад, розташований у місті Монреаль (провінція Квебек, Канада). Університет знаходиться на схилі гори Мон-Руаяль. На території кампуса є багато садів і городів. На дахах університетських об’єктів розташовані бджолині вулики. Університет засновано у 1878 році як монреальський філіал Університету Лаваль.
Університет — з французькою мовою навчання. Це один з чотирьох вищих навчальних закладів міста Монреаль.
У 1873 році при університеті відкрилася Політехнічна школа (фр. École polytechnique), а у 1907 — Вища комерційна школа (фр. École des hautes études commerciales).
8 травня 1919 року Ватикан надає монреальському філіалу Лавалю статус окремого університету (у ті часи, франкомовні навчальні заклади Квебеку контролювалися Католицькою церквою).
1920 квебекський парламент приймає закон, який офіційно визнає Монреальський університет окремою навчальною установою.
Багато видатних людей Квебеку та Канади навчалися у Монреальському університеті. Серед них — декілька прем'єр-міністрів (зокрема П'єр Трюдо).

## Відомі випускники
- Школа красних мистецтв (Монреаль) ( нині Економічна і Технічна вища школа Монреальського унверситета)
- Браян Макдональд
- Наталія Ґеркен-Русова